# City of Adelaide
City of Adelaide – jednostka samorządowa wchodząca w skład aglomeracji Adelaide i obejmuje centrum miasta. Założona w 1840 roku, od 1919 City of Adelaide posiada burmistrza; obecne władzę sprawuje burmistrz Michael Harbison. W 2007 obszar ten zamieszkiwało 18575 osób, powierzchnia wynosi 15,57 km².   

## Miasta partnerskie
Miasta partnerskie Adelaide:
- Austin, Stany Zjednoczone (20.12.1982)
- Christchurch, Nowa Zelandia (12.1971)
- George Town, Malezja (8.12.1973)
- Himeji, Japonia (19.04.1982)
- Qingdao, Chińska Republika Ludowa (1986)

Miasta zaprzyjaźnione:
- Dalian, Chińska Republika Ludowa
- Chengdu, Chińska Republika Ludowa